# Bruno Crémel
Bruno Crémel, né le 27 septembre 1965 à Saint-Brieuc, est un homme d’affaires français. Il est General Partner du fonds Partech depuis mai 2014. Il est en parallèle administrateur d'EDF.

## Formation
Bruno Crémel est un ancien élève de l'École centrale Paris. Il suit ensuite une formation à l'Institut d'études politiques de Paris puis à l'École nationale d'administration (1992) dont il ressort dans les premiers, rejoignant alors l'Inspection générale des finances.

## Carrière professionnelle
Il commence sa carrière en tant que haut fonctionnaire au ministère de l'Économie, gérant la privatisation de plusieurs banques et compagnies d'assurance publiques à la fin des années 1990. Il est président du directoire de PPR Interactive à partir de 1999, avant d'être nommé en avril 2000 directeur de cabinet du ministre de l'Économie et des Finances Laurent Fabius pendant deux ans,. En 2003, il sera visé par une enquête préliminaire pour favoritisme puis prise illégale d'intérêts
De 1998 à 2006, Bruno Crémel a occupé différents postes de direction au sein du leader mondial de la distribution Kering, d'abord en tant que PDG de PPR Interactive et membre du comité exécutif de PPR, puis en tant que PDG de FNAC France,.
De 2008 à 2012, il a été General Partner et membre du conseil exécutif de LBO France.
Il est ensuite nommé PDG de Darty, de 2012,, à 2013.
Il siège actuellement aux conseils d'administration d'Evaneos, Exporo, Made.com, M-Files, Rouje et SendinBlue.
Il est aussi administrateur d'EDF depuis mai 2019.